# Peter Franz (Autor)

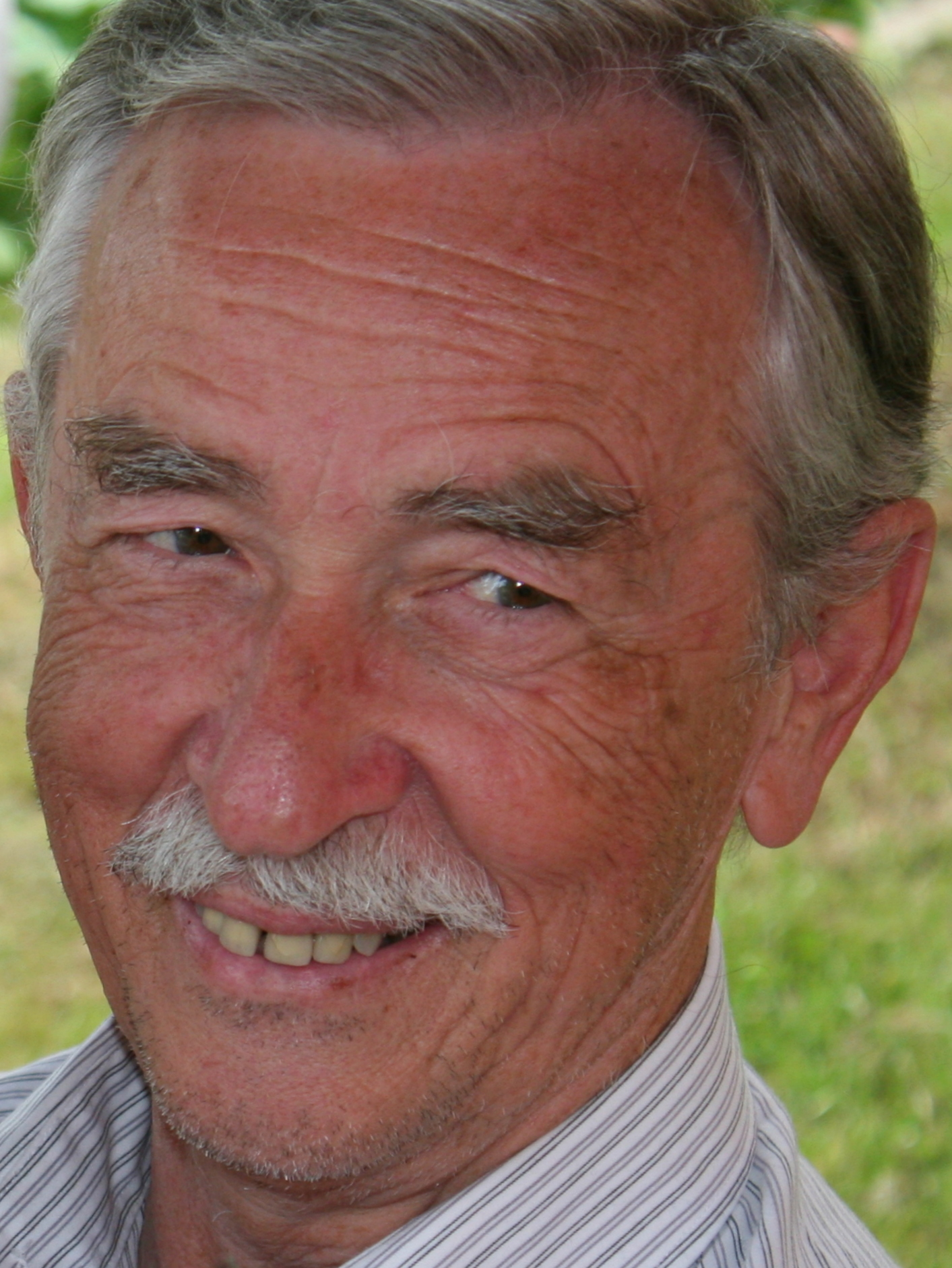
Peter Franz (2014)

Peter Franz (* 10. Mai 1941 in Apolda) ist ein deutscher Autor. Er war bis zu seiner Suspendierung im Jahr 1992 evangelischer Pfarrer. Sie war erfolgt, weil er von 1977 an ein inoffizieller Mitarbeiter (IM) des Ministeriums für Staatssicherheit (MfS) gewesen war.

## Leben
Peter Franz’ Mutter war eine ledige Textilarbeiterin. Er wuchs bei seinen Großeltern auf. Er besuchte in Apolda von 1955 bis 1958 die Oberschule. Wegen unerlaubten Abspielens westlicher Tanzmusik bei einer Schüler-Geselligkeit wurde er der Schule verwiesen, konnte aber in Weimar 1959 sein Abitur ablegen.
Von 1959 bis 1961 diente er freiwillig u. a. als Fallschirmspringer und Panzersoldat bei der Nationalen Volksarmee. Er wollte anschließend an der Universität Jena ein Studium aufnehmen. In einem inoffiziellen Literatur- und Gesprächskreis erhielt er erste Anreize, sich mit der Bibel zu beschäftigen. Das führte dazu, dass er als „Anhänger der kirchlichen Ideologie“ unehrenhaft aus der NVA entlassen wurde.
Weil ihm auch die Zulassung zum Studium entzogen worden war, arbeitete er ein Jahr als Apparatefahrer in einem Apoldaer Chemiebetrieb. Während dieser Zeit fand er Anschluss an eine evangelische Kirchgemeinde und ließ sich 1962 taufen. Im Herbst desselben Jahres begann er ein Studium der Evangelischen Theologie in Jena. Zu seinen Lehrern gehörten u. a. Erich Hertzsch, Rudolf Meyer und Hans-Georg Fritzsche.
Im Jahre 1965 heiratete er und wurde in den folgenden Jahren Vater von vier Kindern. Nach seinem Ersten theologischen Examen 1967 wurde er Vikar in Kapellendorf und wurde nach dem Zweiten Examen 1969 von Landesbischof Mitzenheim zum Pfarrer ordiniert und in Kapellendorf angestellt.
Unter seiner Anleitung entstanden dort Seminarräume, ein Übernachtungshaus und ein Keller der Jungen Gemeinde.

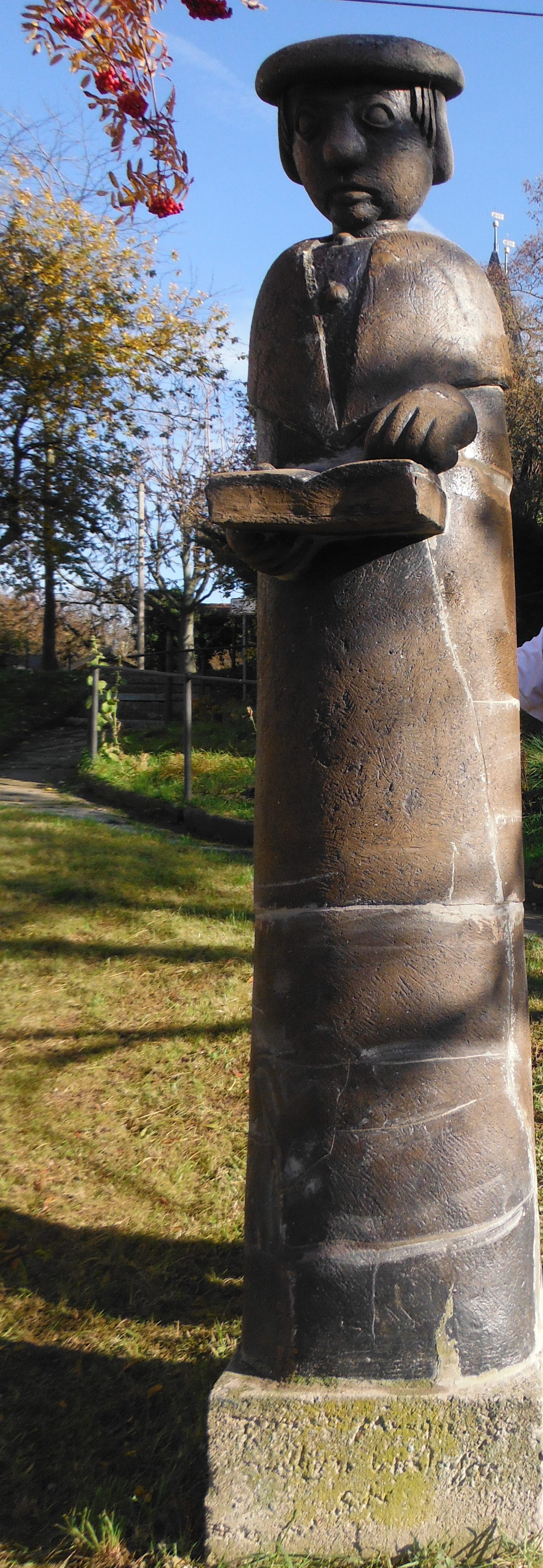
Ideenplastik Thomas Müntzers von Eberhard Heiland

Franz war Abgeordneter des Kreistages unter dem Mandat der CDU der DDR, der er 1973 beigetreten war. Dazu gehörten die Bearbeitung und Weiterleitung von Eingaben und Beschwerden über gesellschaftliche Missstände und persönliche und familiäre Nöte.
Im Jahre 1975 gründete er das Evangelische Gemeindezentrum „Thomas Müntzer“. Auf seine Initiative wurde am 29. Juni 1989 vor der Kapellendorfer Kirche eine Ideen-Plastik zu Thomas Müntzer aufgestellt, geschaffen von dem Weimarer Keramiker Eberhard Heiland.
Franz wurde Mitglied der Christlichen Friedenskonferenz, in der er in der Folgezeit mit einer Gemeindegruppe korporativ tätig war. Dazu gehörten grenzüberschreitende Seminare und Begegnungen mit kirchlichen und Friedensgruppen aus anderen europäischen Ländern. Er war der Mitinitiator eines „Kreuzweges für den Frieden“, den die CFK Thüringen mehrere Jahre hindurch in der Nationalen Mahn- und Gedenkstätte Buchenwald durchführte, wobei regelmäßig der Gedenkstein für die „Aktionsjuden“ von 1938 aufgesucht wurde. Ab Mitte der 1970er Jahre besuchte er mit Kindern und Jugendlichen die Synagoge der Jüdischen Gemeinde in Erfurt und abonnierte das Nachrichtenblatt der Jüdischen Gemeinde, um es in seinem Gemeindezentrum auszulegen. Ein Vortrag von Herbert Ringer, dem Vorsitzenden der Erfurter Jüdischen Gemeinde, im EGZ „Thomas Müntzer“ legte den Grundstein für eine vertrauensvolle Verbindung mit der Jüdischen Landesgemeinde Thüringen. 1987 organisierte und leitete er einen Teilabschnitt des kirchlichen Olof-Palme-Friedensmarsches für die Region Thüringen, der von der Gedenkstätte Buchenwald bis nach Kapellendorf führte.
Franz arbeitete ab 1977 aus Überzeugung als IM. In der Anwerbephase hatte ein MfS-Mitarbeiter notiert: „Als negatives Merkmal muss eingeschätzt werden, dass der Kandidat sich in seinen Handlungen stets von den Interessen der Kirche leiten lässt …“ Etwas später verpflichtete sich Franz per Handschlag unter dem Decknamen „Johannes“ als IM. Er erteilte bereitwillig über Mitglieder seiner Gemeinde, über Kollegen und in- und ausländische Gäste seines Hauses Auskunft. Franz war wegen seiner Linientreue in Thüringen auch als „roter Pfarrer“ oder der „rote Franz“ von Kapellendorf bekannt.
Ab Mitte der 1980er Jahre begann er mit der Erforschung des Schicksals jüdischer Familien seiner Geburtsstadt Apolda und wirkte dafür in einer Arbeitsgruppe „Jüdisches Leben“ des DDR-Kulturbundes mit. 1988 initiierte er die Anbringung einer Gedenktafel am Geschäftshaus des jüdischen Fellhändlers Bernhard Prager anlässlich von dessen 100. Geburtstag. Als Vorsitzender der Arbeitsgruppe „Christliche Kreise“ der Nationalen Front leitete er eine große öffentliche Ehrung der im Ghetto Theresienstadt bzw. KZ Auschwitz ermordeten Familie Prager in einer gemeinsamen Veranstaltung der SED-Kreisleitung, der Evangelisch-lutherischen Kirchgemeinde und des Kulturbundes von Apolda.
Als sich die SED 1989 mit dem Massenmord auf dem Tian’anmen-Platz offen solidarisierte, distanzierte sich die CFK-Gruppe Kapellendorf unter Leitung von Franz von dieser Position in einem Brief an den DDR-Ministerrat.
Nach der Wende und friedlichen Revolution in der DDR 1990 trat er aus der CDU aus. Nach eigenen Angaben offenbarte er im April 1990 CFK-Mitarbeitern und Kirchenvertretern seine Kontakte mit dem MfS. Als 1992 der Fernsehjournalist Detlef Urban mit einem Team im Auftrag der ARD bei Pfarrer Franz drehte und Dokumente aus dem Stasi-Archiv im Film Kumpanei mit der Stasi ausstrahlte, suspendierte ihn die Kirchenleitung vom Dienst. Weil er sich weigerte, vom Pfarramt zurückzutreten, eröffnete die Landeskirche gegen ihn ein Amtszuchtverfahren, das durch zwei Instanzen ging und vor einer Kammer der EKD 1997 mit seiner endgültigen Entfernung aus dem Amt eines Pfarrers und der Aberkennung aller Rechte und dem Verlust aller Anwartschaften endete. Franz darf sich nicht mehr Pfarrer nennen.
Seit 1997 wohnt er in Weimar-Taubach in einem ehemaligen alten Bauernhaus.
Seither arbeitet er als freier Redner bei Geburtsbegrüßungen, Eheschließungen und Begräbnissen. Seit 1992 ist er Autor von Büchern über jüdisches Leben, Verfolgung und Widerstand im NS-Regime, über Kriegerdenkmäler und zur eigenen erlebten Zeitgeschichte. In seinem Wohnort unterhält er auf ehrenamtlicher Grundlage eine „DDR-Bücherstube“ mit mehreren tausend Büchern zur kostenlosen Ausleihe, die nach Schließungen und Verkleinerungen öffentlicher Bibliotheken hätten entsorgt werden sollen. Seit 2007 ist er der spiritus rector des Prager-Haus Apolda e. V., der ein ehemaliges jüdisches Geschäftshaus gerettet und zum Ort der Begegnung, der Erinnerung und des geschichtlichen Lernens ausgestaltet hat.
Peter Franz lehnt Militäreinsätze ab und kritisierte entsprechende Äußerungen von Bundespräsident Gauck. Als ihm 2016 der Obermayer German Jewish History Award verliehen wurde, kritisierte Hildigund Neubert, die frühere Landesbeauftragte für die Stasi-Unterlagen in Thüringen, diese Entscheidung der Obermayer-Foundation, denn Franz habe der kommunistischen Diktatur in der DDR gedient.
Franz ist Mitglied im Thüringer Verband Deutscher Schriftsteller, der Rosa-Luxemburg-Stiftung und in der Gewerkschaft ver.di, zudem ist er Mitglied in der Vereinigung der Verfolgten des Naziregimes – Bund der Antifaschistinnen und Antifaschisten e. V., im Rotfuchs-Förderverein e. V. und in der Gesellschaft zum Schutz von Bürgerrecht und Menschenwürde e. V.

## Publikationen
- Kirche im Sündenfall. Band 4 der Weißbücher „Unfrieden in Deutschland“. Hrsg. von der Gesellschaft für Bürgerrechte und Menschenwürde (GBM), Berlin 1995, ISBN 3-929994-42-9.
- Martialische Idole. Die Sprache der Kriegerdenkmäler in Thüringen. Eine landesweite Darstellung des Bestands und eine kritische Analyse ihrer ikonografischen und verbalen Botschaften. Hrsg. vom Thüringer Forum für Bildung und Wissenschaft e. V. Jena 2001, ISBN 3-935850-04-2.
- Der gewöhnliche Faschismus. Über die alltägliche Herrschaft der „Nationalsozialisten“ am Beispiel einer Mittelstadt des Deutschen Reiches (Apolda). Eine Chronologie in Jahresscheiben. gesucht 4. Die Vergangenheit für die Zukunft retten! Hrsg. von der Geschichtswerkstatt Weimar/Apolda e. V., Weimar 2001, ISBN 3-935275-00-5.
- Der rote Pfarrer von Kapellendorf. Als Christ und Sozialist im Diesseits. Ein Buch der Erinnerung und das Tagebuch einer Einmischung. GNN-Verlag, Schkeuditz 2017, ISBN 978-3-89819-425-9.
- Der Mischling. Eine unerwartete Entdeckung. Hrsg. von der Geschichtswerkstatt Weimar/Apolda e. V., Apolda 2018, ISBN 3-935275-71-4.
- Die Rosewitz. Eine zerstörte Familie. Hrsg. von der Geschichtswerkstatt Weimar/Apolda e. V., Apolda 2019, ISBN 3-935275-76-5.
- Die jüdischen Patrioten. Eine Erkenntnis auf dem Totenbett. Hrsg. von der Geschichtswerkstatt Weimar/Apolda e. V., Apolda 2019, ISBN 3-935275-77-3.
- Der rote Pfarrer II. Kurator eines jüdischen Lern- und Gedenkortes. Hrsg. von Udo Wohlfeld, Weimar-Taubach 2019, ISBN 3-935275-80-3.
- Die Nachkommen sprechen. Ihre Rückkehr zu den Wurzeln. Hrsg. von der Geschichtswerkstatt Weimar/Apolda e. V., Apolda 2020, ISBN 3-935275-83-8.
- Unter dem Davidstern. 150 Jahre jüdisches Leben in Apolda. Ein Beitrag aus dem Prager-Haus Apolda zum Gedenkjahr „Neun Jahrhunderte jüdisches Leben in Thüringen“. Weimar-Taubach 2020, ISBN 978-3-949026-09-6.
- Speaking about the Ancestors. The Following Generations’ Return to the Roots = Gefunden. 20.a series by the Prager-Haus Apolda e. V., translated into English by Eva Vollmar. Apolda 2020, ISBN 978-3-949026-10-2.
- Menschen im weltweiten Widerstand gegen das deutsche Naziregime. Eine soziologische Untersuchung, ISBN 978-3-7597-5593-3

### Kinderbücher
- Die Gewieften. Elfriede und ihr Sohn tricksen die Nazis aus. Die Nr. 1 aus der Reihe Apoldaer Judengeschichten. Apolda 2015, ISBN 3-935275-37-4.
- Die Frau im Schrank. Ein Gruß aus dem Jenseits. Die Nr. 2 aus der Reihe Apoldaer Judengeschichten. Apolda 2015, ISBN 978-3-935275-38-5.
- Der Unglücksbote. Der Befehl zur Fahrt in den Tod. Die Nr. 3 aus der Reihe Apoldaer Judengeschichten. Apolda 2015, ISBN 3-935275-39-0.
- Kriegskameradschaft. Freundschaft gegen Judenhass. Die Nr. 4 aus der Reihe Apoldaer Judengeschichten, Apolda 2015, ISBN 3-935275-42-0.
- Der Röntgenarzt. Ein jüdischer Arzt wird aus Apolda hinaus geekelt. Die Nr. 5 aus der Reihe der Apoldaer Judengeschichten, Apolda 2015, ISBN 3-935275-41-2.
- Der Geiger. Musik als Über-Lebensmittel. Die Nr. 6 aus der Reihe der Apoldaer Judengeschichten, Apolda 2016, ISBN 3-935275-45-5.
- Die Geheimtür. Die Nazis können mich mal... Die Nr. 7 aus der Reihe der Apoldaer Judengeschichten, Apolda 2016, ISBN 3-935275-47-1.
- Der Zuckerbäcker. Ein „halber Jude“ – aber ein ganzer Mensch. Die Nr. 8 aus der Reihe der Apoldaer Judengeschichten. Apolda 2017, ISBN 3-935275-48-X.
- Stille Helden. Harry, Käthe, Marie, Albert, Paul und Hilde. Die Nr. 9 aus der Reihe der Apoldaer Judengeschichten, Apolda 2017, ISBN 3-935275-55-2.
- Der geheimnisvolle Schneider. Hereingeweht vom Winde der Geschichte. Die Nr. 10 aus der Reihe der Apoldaer Judengeschichten, Apolda 2018, ISBN 3-935275-72-2.
- Das Judenhaus. Eine Viehhandlung wurde zum „Judenhaus“. Die Nr. 11 aus der Reihe der Apoldaer Judengeschichten. Apolda 2019, ISBN 3-935275-74-9.
- Der Ghetto-Junge. Eingesperrt und überlebt. Die Nr. 12 aus der Reihe der Apoldaer Judengeschichten, Apolda 2019, ISBN 3-935275-81-1.
- Die Angeprangerten. Hass führt zu Unmenschlichkeit. Die Nr.13 aus der Reihe der Apoldaer Judengeschichten, Apolda 2020, ISBN 3-935275-84-6.
- Der „Rasseschänder“. Vom Lebensweg zur Todesstiege. Die Nr.14 aus der Reihe der Apoldaer Judengeschichten. Apolda 2020, ISBN 978-3-949026-01-0.
- The Radiologist. A doctor is driven out of Apolda. Brochure No 15, Apolda 2021, ISBN 978-3-949026-11-9.
- Der Judensohn. Ein Verfolgter, doch kein Verlorener. Die Nr. 16 aus der Reihe der Apoldaer Judengeschichten, Apolda 2021, ISBN 978-3-949026-28-7.
- The Jewish house. A cattle shop became the „Judenhaus“ (= The brochure No 17). Apolda 2022, ISBN 978-3-949026-27-0.
- Familie ohne Riss. Omen non est Omen. Die Nr. 18 aus der Reihe der Apoldaer Judengeschichten. Apolda 2022, ISBN 978-3-949026-29-4.
- Der Pferdehändler. „Ein Jude – ein für Deutsche gefährliches Element.“ Die Nr. 19 aus der Reihe der Apoldaer Judengeschichten. Apolda 2022, ISBN 978-3-949026-30-0.
- Die Kindergärtnerin. „Gedencke, dass du eine Teutsche bist!“ Die Nr. 20 aus der Reihe der Apoldaer Judengeschichten. Apolda 2022, ISBN 978-3-949026-31-7.
- Die Fahrrad-Freunde. Eine christlich-jüdische Kinderfreundschaft. Die Nr. 21 aus der Reihe der Apoldaer Judengeschichten, Apolda 2023, ISBN 978-3-949026-32-4.
- Der Zionist. Ein jüdischer Sozialist geht nach Palästina. Die Nr. 22 aus der Reihe der Apoldaer Judengeschichten, Apolda 2023, ISBN 978-3-949026-35-5
- Das Geisterschiff. Weil die erhofften Retter hinter dem Ozean versagten. Die Nr. 23 aus der Reihe der Apoldaer Judengeschichten, Apolda 2023, ISBN 978-3-949026-36-2

### Als Ko-Autor und Mitarbeiter
- Die Rosewitz, Prager, Lichtenstein. Autor und Hrsg.: Thomas Bahr; dabei konzeptionelle Mitarbeit; Apolda 1992.
- Die Stadt Apolda und die umliegenden Konzentrationslager. gefangen im Netz. Die Konzentrationslager in Thüringen. Hrsg. von der Geschichtswerkstatt Weimar-Apolda e. V. Zusammen mit Udo Wohlfeld, in der Reihe „gesucht 3. Die Vergangenheit für die Zukunft retten!“ Weimar 2001, ISBN 3-935275-02-1.
- Heimatgeschichtlicher Wegweiser zu Stätten des Widerstandes und der Verfolgung 1933–1945. Band 8 Thüringen; Hrsg. von TVVdN-BdA und Studienkreis Deutscher Widerstand 1933–1945; Hamburg o. J. Darin zusammen mit Udo Wohlfeld das Kapitel: Kreis Weimarer Land, Hamburg o. J., ISBN 3-88864-343-0.
- Spurensicherung VI. Spuren aus der DDR in die Zukunft; Hrsg.: Unabhängige Autorengemeinschaft „So habe ich das erlebt“. Darin Essay: Spuren in die Zukunft. Berlin 2004, ISBN 3-89819-180-X.
- Spuren der Wahrheit. Bewahrenswertes DDR-Erbe. Erlebnisse, Betrachtungen, Erkenntnisse, Dokumente. Hrsg.: Unabhängige Autorengemeinschaft „Als Zeitzeugen erlebt“. Darin Essay: Fern der Macht – fern von Ohnmacht. Worauf Christen und Kirchen bauen sollten. Schkeuditz 2005, ISBN 3-89819-208-3.
- Kleines Lexikon historischer Schlagwörter. Hrsg. von Kurt Pätzold, Manfred Weißbecker. Leipzig 2005. Darin die Essays: Der deutsche Michel, Der Gott der Eisen wachsen ließ, Gott mit uns. Leipzig 2002, 2005, Köln o. J., ISBN 3-86189-618-4.
- Gelebte Ideen. Sozialisten in Thüringen. Biographische Skizzen. Hrsg. von Mario Hesselbarth, Eberhart Schultz, Manfred Weißbecker. Jena 2006, ISBN 3-935850-37-9. Darin Essay: Ein sozialistischer Basisarbeiter: August Baudert.
- mit Udo Wohlfeld: Jüdische Familien in Apolda. Diffamierung, Ausgrenzung, Entrechtung, Vertreibung, Deportation, Vernichtung, Ungehorsam. Die Apoldaer Judenheit während des Faschismus. = „gesucht 6. Die Vergangenheit für die Zukunft retten!“ Hrsg. von der Geschichtswerkstatt Weimar/Apolda e. V., Weimar 2006, ISBN 3-935275-04-8
- Ein neuer Faschismus? Hrsg. von Wolfgang Richter. Darin: Essay Christlich-religiöse Wurzeln des Faschismus. Schkeuditz 2007, ISBN 978-3-89819-242-2.
- Thomas Müntzer in der Erinnerungskultur. Das Beispiel bildende Kunst. Hrsg. von Günter Vogler. Darin: Unser kleiner Ort hat heute einen neuen Einwohner bekommen. Die Übergabe der Müntzer-Statue in Kapellendorf 1989. Thomas-Müntzer-Gesellschaft Mühlhausen 2008, ISBN 3-935547-24-2.
- Peter Franz, Tina Unglaube, Udo Wohlfeld: Die Pragers. Eine jüdische Familie in Apolda. Geschichtswerkstatt Weimar-Apolda e. V., Apolda 2008, ISBN 3-935275-07-2.
- Karl Berger, Peter Franz, Udo Wohlfeld: August Berger. Sozialdemokrat in Apolda. Geschichtswerkstatt Weimar-Apolda e. V., Apolda 2008, ISBN 3-935275-08-0.
- Wolfgang Peller, Peter Franz, Udo Wohlfeld: Die Pellers. Eine jüdische Familie in Apolda. Geschichtswerkstatt Weimar-Apolda e. V., Apolda 2008, ISBN 3-935275-10-2.
- Peter Franz, Udo Wohlfeld: Tödlicher Widerstand. Apoldaer Arbeiter 1933–1945. Geschichtswerkstatt Weimar-Apolda e. V., Apolda 2009, ISBN 3-935275-10-2.
- Peter Franz, Udo Wohlfeld: Die Fleischmanns. Eine jüdische Familie in Apolda. Geschichtswerkstatt Weimar-Apolda e. V., Apolda 2009, ISBN 3-935275-11-0.
- Ulrike Kaiser, Justus H. Ulbricht (Hrsg.): Sperrige Vergangenheiten. Aspekte regionaler Erinnerungskultur im 20. Jahrhundert. Tagungsband zur gleichnamigen wissenschaftlichen Tagung vom 23. bis 25. November 2007 auf der Leuchtenburg; darin: Das Kriegerdenkmal in Kleinbucha – Ein Vortrag. Leuchtenburg bei Kahla 2009.
- Klaus Schmidt (Hrsg.): Landwirtschaft in der DDR. VEG, LPG und Kooperationen – wie sie wurden, was sie waren, was aus ihnen geworden ist. Darin: Die LPG, die Kirche und der Pfarrer. Agrimedia, Clenze 2009, ISBN 978-3-86037-977-6.
- Europa vor dem Abgrund. Das Jahr 1935. Hrsg. von Kurt Pätzold und Erika Schwarz. Darin: Apolda – Naziführer, Öffentlichkeit und Geistlichkeit und ihr Zusammenspiel. Papyrossa Verlag, Köln 2005, ISBN 3-89438-327-5.
- Wilhelm Koch und Hildegard Koch: „...aber hinten stechen die Bienen!“ Wilhelm Koch in Sulzbach, ein Pfarrer der Bekenntnisfront in Thüringen 1933–1945 = gesucht 8. Geschichtswerkstatt Weimar-Apolda im Prager-Haus Apolda e. V., Apolda 2013, ISBN 3-935275-23-4.
- mit Hartwig Mähler, Udo Wohlfeld: Gegen höchsten Befehl. Eine couragierte Entscheidung für das Leben einer Stadt = gefunden. 13, hrsg. Geschichtswerkstatt Weimar-Apolda / Arbeitsgruppe des Vereins Prager-Haus Apolda e. V., Apolda 2013, ISBN 3-935275-30-7.
- mit Käthe Raphael, Zeev Raphael, Udo Wohlfeld: Eine jüdische Familie in Thüringen. Der beispiellose Kampf einer Mutter um das Leben ihrer drei Kinder = gesucht 9. Hrsg. Geschichtswerkstatt Weimar-Apolda / Arbeitsgruppe des Vereins Prager-Haus Apolda e. V., Apolda 2014, ISBN 3-935275-32-3,
- Prager-Haus Apolda e. V.: Acht Jahre Prager-Haus-Verein Apolda 2007–2014. Unsere Arbeit und Zusammenarbeit in Ergebnissen. Eine Zwischenbilanz. Apolda 2015, ISBN 3-935275-34-X,
- Prager-Haus Apolda e. V.: Zehn Jahre Prager-Haus-Verein Apolda 26.01.2007-26.1.2017. Unsere Arbeit und Zusammenarbeit in Ergebnissen. Zweite Zwischenbilanz. Apolda 2017, ISBN 3-935275-49-8.
- mit Udo Wohlfeld: Der Gang der Erinnerung. Unterdrückung und Widerstand 1933–1935 in der Region Apolda. Geschichtswerkstatt Weimar-Apolda e. V., Apolda 2018, ISBN 3-935275-69-2.
- mit Tina Unglaube, Udo Wohlfeld: Die Pragers. Eine jüdische Familie in Apolda. Verbesserte und stark erweiterte Ausgabe des gleichnamigen Heftes von 2008. Geschichtswerkstatt Weimar-Apolda e. V., Apolda 2018, ISBN 3-935275-73-0
- mit Wolfgang Peller, Udo Wohlfeld: Die Pellers. Eine jüdische Familie in Apolda. Verbesserte und stark erweiterte Ausgabe des gleichnamigen Heftes von 2008. Geschichtswerkstatt Weimar-Apolda e. V., Apolda 2020, ISBN 3-935275-78-1
- mit Erika Solomon, Sabrina Brill, Udo Wohlfeld: Die Glasers. Eine jüdische Familie in Apolda. Geschichtswerkstatt Weimar-Apolda e. V., Apolda 2021, ISBN 978-3-949026-12-6.
- Peter Franz: 2021 Kalendarium Apolda. Verfolgung und Widerstand 1933–1945. I. Band. Apolda 2022, ISBN 978-3-949026-25-6.
- mit Udo Wohlfeld: 2021 Kalendarium Apolda. Verfolgung und Widerstand 1933–1945. II. Band. Apolda 2022, ISBN 978-3-949026-26-3.
- mit Udo Wohlfeld: 2024 Von der Ruine zum Gedenkort in der Bernhard-Prager-Gasse Apolda, Apolda 2024, ISBN 978-3-949026-38-6.

### Aufsätze
- Das thüringische Apolda. Ein Lern- und Erinnerungsort für jüdisches Leben im 20. Jahrhundert. In: Kultur Report. Stiftung Mitteldeutscher Kulturrat. Heft 3, 2016, S. 28, ISSN 0948-2288.

### Als Herausgeber
- Hinter der Mauer und doch frei. Ein NachLeseBuch von DDR-Christen. Schkeuditz 1997, ISBN 3-929994-96-8.

## Ehrungen
- 1984: Ehrenmedaille der Nationalen Front der DDR in Silber
- 1986: Otto-Nuschke-Ehrenzeichen in Bronze
- 2004: Ehrenabzeichen der Gesellschaft zum Schutz von Bürgerrecht und Menschenwürde für Verdienste um Frieden, Solidarität und Menschenrechte
- 2008: Besondere Anerkennung für die Teilnahme am Wettbewerb Ur-Krostitzer Jahresring 2007 für „Jüdische Familien in Apolda. Diffamierung, Ausgrenzung, Entrechtung, Vertreibung, Deportation, Vernichtung, Ungehorsam. Die Apoldaer Judenheit während des Faschismus“
- 2015: Besondere Anerkennung für die Teilnahme am Wettbewerb Ur-Krostitzer Jahresring 2014 für „Die Emigration. Der Weg einer jüdischen Familie von Deutschland nach Israel“
- 2016: Besondere Anerkennung für die Teilnahme am Wettbewerb Ur-Krostitzer Jahresring 2016 für „Apoldaer Judengeschichten“
- 2016: Verleihung des Obermayer German Jewish History Award[11]
- 2019: „Menschenrechtspreis“ des Vereins Gesellschaft zum Schutz von Bürgerrecht und Menschenwürde
- 2021: Verleihung einer Verdienstmedaille in Gedenken an Frieda Belinfante durch das Zentrum für politische Schönheit[12]